# Nuoto ai campionati mondiali di nuoto 2024 - 400 metri stile libero maschili
La gara di nuoto dei 400 metri stile libero maschili dei campionati mondiali di nuoto 2024 è stata disputata l'11 febbraio 2024 presso l'Aspire Dome di Doha. Vi hanno preso parte 56 atleti provenienti da 51 nazioni.
La competizione è stata vinta dal nuotatore coreano Kim Woo-min, mentre l'argento e il bronzo sono andati rispettivamente al australiano Elijah Winnington e al tedesco Lukas Märtens.

## Podio
| Posizione | Atleta            | Nazionalità   |
| --------- | ----------------- | ------------- |
| Oro       | Kim Woo-min       | Corea del Sud |
| Argento   | Elijah Winnington | Australia     |
| Bronzo    | Lukas Märtens     | Germania      |

## Programma
| Data             | Ora (UTC+3) | Turno    |
| ---------------- | ----------- | -------- |
| 11 febbraio 2024 | 9:44        | Batterie |
| 11 febbraio 2024 | 19:02       | Finale   |

## Record
Prima della competizione il record del mondo e il record dei campionati erano i seguenti:
| Record mondiale       | 3'40"07 | Paul Biedermann Germania | 26 luglio 2009 Roma, Italia |
| Record dei campionati | 3'40"07 | Paul Biedermann Germania | 26 luglio 2009 Roma, Italia |

## Risultati

### Batterie
| Pos. | Batteria | Corsia | Atleta                | Nazionalità             | Tempo    | Note |
| ---- | -------- | ------ | --------------------- | ----------------------- | -------- | ---- |
| 1    | 6        | 5      | Elijah Winnington     | Australia               | 3'44"37  | Q    |
| 2    | 5        | 4      | Lukas Märtens         | Germania                | 3'44"77  | Q    |
| 3    | 6        | 3      | Kim Woo-min           | Corea del Sud           | 3'45"14  | Q    |
| 4    | 6        | 2      | Daniel Wiffen         | Irlanda                 | 3'45"52  | Q    |
| 5    | 5        | 3      | Felix Auböck          | Austria                 | 3'45"53  | Q    |
| 6    | 5        | 5      | Guilherme Costa       | Brasile                 | 3'46"503 | Q    |
| 7    | 5        | 0      | Lucas Henveaux        | Belgio                  | 3'46"15  | Q    |
| 8    | 4        | 6      | Victor Johansson      | Svezia                  | 3'46"20  | Q    |
| 9    | 4        | 5      | David Aubry           | Francia                 | 3'46"40  |      |
| 10   | 5        | 7      | Zhang Zhanshuo        | Cina                    | 3'46"46  |      |
| 11   | 5        | 8      | Kristóf Rasovszky     | Venezuela               | 3'46"77  |      |
| 12   | 6        | 1      | David Johnston        | Stati Uniti             | 3'46"99  |      |
| 13   | 6        | 8      | Fei Liwei             | Cina                    | 3'47"06  |      |
| 14   | 6        | 0      | Matteo Ciampi         | Italia                  | 3'47"23  |      |
| 15   | 6        | 6      | Antonio Djakovic      | Svizzera                | 3'47"81  |      |
| 16   | 5        | 1      | Sven Schwarz          | Germania                | 3'47"82  |      |
| 17   | 6        | 4      | Ahmed Hafnaoui        | Tunisia                 | 3'48"05  |      |
| 18   | 5        | 9      | Alfonso Mestre        | Venezuela               | 3'48"38  |      |
| 19   | 3        | 5      | Krzysztof Chmielewski | Polonia                 | 3'48"71  |      |
| 20   | 6        | 7      | Danas Rapšys          | Lituania                | 3'48"72  |      |
| 21   | 4        | 9      | Khiew Hoe Yean        | Malaysia                | 3'49"14  |      |
| 22   | 4        | 2      | Kregor Zirk           | Estonia                 | 3'49"34  |      |
| 23   | 5        | 6      | Petar Mitsin          | Bulgaria                | 3'49"43  |      |
| 24   | 5        | 2      | Marco De Tullio       | Italia                  | 3'49"44  |      |
| 25   | 4        | 3      | Ahmed Jaouadi         | Tunisia                 | 3'49"85  |      |
| 26   | 4        | 1      | Ilia Sibirtsev        | Uzbekistan              | 3'50"09  |      |
| 27   | 4        | 7      | Jon Joentvedt         | Norvegia                | 3'50"71  |      |
| 28   | 4        | 8      | Lorne Wigginton       | Canada                  | 3'50"91  |      |
| 29   | 3        | 4      | Carlos Quijada        | Spagna                  | 3'52"86  |      |
| 30   | 3        | 2      | Glen Lim Jun Wei      | Singapore               | 3'52"91  |      |
| 31   | 4        | 4      | Vlad Stancu           | Romania                 | 3'52"97  |      |
| 32   | 3        | 1      | Dylan Porges          | Messico                 | 3'53"11  |      |
| 33   | 3        | 6      | Juan Morales          | Colombia                | 3'54"22  |      |
| 34   | 2        | 5      | Samuel Kostal         | Slovacchia              | 3'54"78  |      |
| 35   | 6        | 9      | Logan Fontaine        | Francia                 | 3'55"60  |      |
| 36   | 3        | 3      | Emir Batur Albayrak   | Turchia                 | 3'56"34  |      |
| 37   | 3        | 7      | Sašo Boškan           | Slovenia                | 3'56"38  |      |
| 38   | 2        | 4      | Loris Bianchi         | San Marino              | 3'58"47  |      |
| 39   | 3        | 9      | Rafael Ponce de León  | Perù                    | 3'59"63  |      |
| 40   | 4        | 0      | Nguyễn Huy Hoàng      | Vietnam                 | 4'02"13  |      |
| 41   | 2        | 3      | Omar Abbass           | Siria                   | 4'03"21  |      |
| 42   | 1        | 1      | Matheo Mateos         | Paraguay                | 4'04"14  |      |
| 43   | 2        | 2      | Nikola Ǵuretanoviḱ    | Macedonia del Nord      | 4'04"76  |      |
| 44   | 2        | 0      | Nasir Hussain         | Nepal                   | 4'05"65  |      |
| 45   | 2        | 9      | Ridhwan Mohamed       | Kenya                   | 4'06"44  |      |
| 46   | 2        | 6      | Alberto Vega          | Costa Rica              | 4'06"89  |      |
| 47   | 1        | 4      | Xavier Ventura        | El Salvador             | 4'07"35  |      |
| 48   | 2        | 1      | Mal Gashi             | Kosovo                  | 4'08"51  |      |
| 49   | 2        | 8      | Liggjas Joensen       | Fær Øer                 | 4'08"59  |      |
| 50   | 3        | 0      | Tonnam Kanteemool     | Thailandia              | 4'09"41  |      |
| 51   | 1        | 5      | Khaled Alotaibi       | Kuwait                  | 4'14"64  |      |
| 52   | 1        | 7      | Mahmoud Abu Gharbieh  | Palestina               | 4'15"85  |      |
| 53   | 3        | 8      | Ryan Barbe            | Marocco                 | 4'16"08  |      |
| 54   | 1        | 6      | Kaeden Gleason        | Isole Vergini Americane | 4'17"52  |      |
| 55   | 1        | 3      | Mohammed Al-Zaki      | Arabia Saudita          | 4'21"18  |      |
| 56   | 1        | 2      | Mohamed Shiham        | Maldive                 | 4'31"96  |      |
| dns  | 2        | 7      | Gerald Hernández      | Nicaragua               | dns      | dns  |

### Finale
| Pos.    | Corsia | Atleta             | Nazionalità   | Tempo   | Note |
| ------- | ------ | ------------------ | ------------- | ------- | ---- |
| Oro     | 3      | Kim Woo-min        | Corea del Sud | 3'42"71 |      |
| Argento | 4      | Elijah Winnington  | Australia     | 3'42"86 |      |
| Bronzo  | 5      | Lukas Märtens      | Germania      | 3'42"96 |      |
| 4       | 7      | Guilherme da Costa | Brasile       | 3'44"22 |      |
| 5       | 1      | Lucas Henveaux     | Belgio        | 3'44"61 |      |
| 6       | 8      | Victor Johansson   | Svezia        | 3'45"87 |      |
| 7       | 6      | Daniel Wiffen      | Irlanda       | 3'46"65 |      |
| 8       | 2      | Felix Auböck       | Austria       | 3'51"60 |      |